# مادلين بلير
مادلين بلير (بالإنجليزية: Madeline Blair)‏ هي كاتبة سير ذاتية أمريكية، (و. 1905  م).